# The Discard
The Discard è un film muto del 1916 diretto da Lawrence C. Windom (con il nome Lawrence Windom).

## Trama
Doris Wynne ignora di essere la figlia di Alys, l'amante di Python Grant, un famigerato truffatore. La giovane, i cui studi in collegio sono stati pagati da uno studio di avvocati, finita l'università si sposa con il ricco Keith Bourne. Alys e Pithon progettano di ricattare Bourne mettendolo in una situazione compromettente con Alys ma l'uomo rifiuta di pagare. Allora Alys si mette in contatto con Doris e, senza sapere di parlare proprio con sua figlia, le annuncia il tradimento del marito. La giovane moglie, scoraggiata, chiede consiglio alla madre adottiva e, insieme a lei, consigliata dagli avvocati, incontra Alys. Quest'ultima si rende così conto della vera identità di Doris: la rassicura sulla fedeltà di Bourne e quindi si uccide. Ma prima consegna il suo complice alla polizia. Doris non saprà mai la verità su Alys e sul legame che le unisce.

## Produzione
Il film fu prodotto dalla Essanay Film Manufacturing Company.

## Distribuzione
Distribuito dalla V-L-S-E, il film uscì nelle sale cinematografiche statunitensi il 28 febbraio 1916. Il copyright del film, richiesto dalla Essanay Film Mfg. Co., fu registrato il 4 marzo 1916 con il numero LP7767.
Non si conoscono copie ancora esistenti della pellicola che viene considerata presumibilmente perduta.